# Heer van Biesen
Heer van Biesen is het stadsbier van Bilzen en wordt gebrouwen in opdracht van vzw De 13 Heeren.
Het bier wordt gebrouwen in De Proefbrouwerij, is voor 100% een Brett-bier en is hierdoor houdbaar tot 5 jaar. Heer van Biesen werd op 18 december 2013 onder grote belangstelling officieel voorgesteld.

## Prijzen
- Zilver op de World Beer Awards in de categorie Zurige bieren in 2015.[1]